# Mistrzostwa Nordyckie w Zapasach 1969
Mistrzostwa odbyły się w fińskim mieście Joensuu, 26 kwietnia 1969 roku.

## Tabela medalowa
Gospodarz zawodów został zaznaczony kolorem.
| Poz. | Państwo   |    |   |    | Łącznie |
| ---- | --------- | -- | - | -- | ------- |
| 1    | Finlandia | 8  | 0 | 2  | 10      |
| 2    | Szwecja   | 1  | 5 | 3  | 9       |
| 3    | Norwegia  | 1  | 3 | 3  | 7       |
| 4    | Dania     | 1  | 1 | 2  | 4       |
|      | Łącznie   | 11 | 9 | 10 | 30      |

## Wyniki

### Styl klasyczny
| Konkurencja            | Złoto                        | Srebro            | Brąz              |
| Kategoria do 48 kg     | Henning Holte Raimo Hirvonen | ----              | Benny Westerby    |
| Kategoria do 52 kg     | Reino Salimaeki              | Kjell Fernstroem  | Ola Aasand        |
| Kategoria do 57 kg     | Risto Björlin                | Bent-Joergen Lund | Arne Axelsson     |
| Kategoria do 63 kg     | Martti Laakso                | Roland Svensson   | Harald Hervig     |
| Kategoria do 68 kg     | Kauno Maeaettae              | Frank Solberg     | Raimo Myllaeri    |
| Kategoria do 74 kg     | Eero Tapio                   | Jan Karlsson      | Per Nordlie       |
| Kategoria do 82 kg     | Matti Laakso                 | Håkon Øverby      | Jan Kårström      |
| Kategoria do 90 kg     | Tore Hem                     | Roland Andersson  | Veikko Kojvumaeki |
| Kategoria do 100 kg    | Aimo Mäenpää                 | Per Svensson      | Svein Jonassen    |
| Kategoria ponad 100 kg | Lennart Persson              | Ragnvald Tangen   | Walter Klemann    |